# ادوارد کرد
ادوارد کِرد (انگلیسی: Edward Caird؛ ۲۳ مارس ۱۸۳۵ – ۱ نوامبر ۱۹۰۸) فیلسوف اهل پادشاهی متحد بریتانیای کبیر و ایرلند بود.
وی همچنین برندهٔ جوایزی همچون دکتری عالی ادبیات و عضو آکادمی بریتانیا شده است.